# Nuno Espírito Santo
Nuno Espírito Santo (São Tomé, 1974. január 25. –)  portugál labdarúgó, edző.

## Pályafutása

### Klubcsapatokban
Pályafutása során több klubcsapatban is szerepelt, ezek a következők voltak: Vitória Guimarães (1992–1996), Vila Real (1993–1994), Deportivo La Coruña (1997–2002), Mérida (1998–2000), Osasuna (2000–2001), Porto (2002–2004, 2007–2010), Gyinamo Moszkva (2005–2006), Aves (2007). A legtöbb sikert a Porto csapatával érte el.

### Válogatottban
A portugál U21-es válogatottban 1994 és 1996 között 3 mérkőzésen lépett pályára. Bekerült ugyan a 2008-as Európa-bajnokság keretébe a felnőtt csapatban nem játszott egy alkalommal sem.

## Díjak, címek

### Klubcsapatokban
FC Porto
- UEFA-kupa: 2002-03
- Portugál bajnokság: 2002–03, 2003–04, 2007–08, 2008–09
- Portugál kupa: 2002–03, 2008–09, 2009–10
- Portugál szuperkupa: 2003, 2004, 2009

Deportivo La Coruña
- Spanyol kupa: 2002

## Edzői statisztikái
Legutóbb 2025. augusztus 11-én lett frissítve.
| Rio Ave                 | Portugália    | 2012. július 1. | 2014. június 30.   | 78  | 31  | 16 | 31 | 39,7  |
| Valencia                | Spanyolország | 2014. július 4. | 2015. november 29. | 62  | 32  | 16 | 14 | 51,6  |
| Porto                   | Portugália    | 2016. június 1. | 2017. május 22.    | 49  | 27  | 16 | 6  | 55,1  |
| Wolverhampton Wanderers | Anglia        | 2017. május 31. | jelenlegi          | 157 | 81  | 40 | 36 | 51,59 |
| Összesen                | Összesen      | Összesen        | Összesen           | 346 | 171 | 88 | 87 | 49,42 |

## Külső hivatkozások
- Nuno Espírito Santo adatlapja a worldfootball.net oldalon (angolul)
- Nuno (portugál nyelven). fpf.pt